# 謝茜嘉·蘇佐
潔西卡·凱倫·柔兒（英語：Jessica Karen Szohr，1985年3月31日—），美國模特兒和電視女演員，拥有匈牙利及非裔美国人的血统。潔西卡演出由小說改編成的美國熱門電視劇《花邊教主》中的Vanessa Abrams而為人熟悉；她也是《17》的模特兒。

## 生平
柔兒在六歲開始建模。她的第一次全國性活動是在十歲時為Quaker Oats舉辦，她還出現在Kohl's百貨公司的平面廣告中。隨後進行了建模演出，包括Crate＆Barrel，Mountain Dew，Sears，Jockey和JanSport的印刷品。Szohr早在一學期畢業於Menomonee Falls高中並於17歲時隨母親搬到洛杉磯從事演藝事業。她告訴Seventeen雜誌，她“幾乎搬家了五次。她最初渴望成為一名室內設計師，並在芝加哥哥倫比亞學院註冊，但她的經紀人最終說服她嘗試試飛季試鏡。

## 私生活
柔兒喜歡滑雪，遠足，瑜伽，教堂和足球。由於她“來自威斯康星州”，她描述了自己的愛好。她也是綠灣包裝工隊的粉絲。柔兒將她的真實時尚描述為“簡單而隨意”。在接受Vogue採訪時，她說，“我不會說我很新潮或者跟隨任何特殊趨勢。她有二十二個紋身，包括她左手臂上的祖父母週年紀念日和她腳上的一個平托。她告訴Parade雜誌說，為了避免現實生活中的八卦，她不會閱讀博客。 柔兒是歌手兼作曲家泰勒·絲威夫特，Jessica Stam，Nina Dobrev和Dianna Agron的朋友。2010年，柔兒被列入人物雜誌“世界上最美麗的百人”名單。截至2015年，她與前美式足球外接手Scotty McKnight建立了合作關係。